# Сяескюла (Ярва)
Ся́ескюла (ест. Sääsküla) — село в Естонії, у волості Ярва повіту Ярвамаа.

## Населення
Чисельність населення на 31 грудня 2011 року становила 71 особу.

## Географія
Через населений пункт проходить автошлях 15202 (Аравете — Аністе).

## Історія
До 21 жовтня 2017 року село входило до складу волості Амбла.